# 1918 no Brasil
Esta é uma cronologia dos fatos acontecimentos de ano 1918 no Brasil.

## Incumbentes
- Presidente do Brasil - Venceslau Brás (15 de novembro de 1914 - 15 de novembro de 1918)
- Presidente do Brasil - Delfim Moreira (15 de novembro de 1918 - 28 de julho de 1919)

## Eventos
- 30 de janeiro: A Divisão Naval em Operações de Guerra (DNOG) é criada para participar da Primeira Guerra Mundial.[1]
- 1 de março: Rodrigues Alves, do Partido Republicano Paulista, é eleito presidente do Brasil na eleição presidencial direta.
- 29 de maio: A Guarda Nacional, uma força paramilitar do país, é extinta pelo decreto n° 13.040.[2]
- 3 de agosto: É torpedeado o navio a vapor brasileiro Maceió por um submarino alemão SM U-43 na costa nordeste da Espanha.[3]
- 9 de setembro: O navio mercante SS Demerara chega ao Recife, dando início de epidemia de gripe espanhola no Brasil.
- 24 de setembro: Primeira Guerra Mundial: Após uma viagem acidentada, a Missão Médica Militar chega ao porto de Marselha, França.[4]
- 18 de outubro: Alcides Santos cria o Fortaleza Esporte Clube, grande clube do estado do Ceará.
- 15 de novembro: Presidente Rodrigues Alves é contagiado pela gripe espanhola. O vice Delfim Moreira torna-se o décimo presidente da República.

## Nascimentos
- 15 de janeiro: João Figueiredo, militar e político, 30º presidente do Brasil (m. 1999).
- 18 de janeiro: Adriano Mandarino Hypólito, bispo católico (m. 1996).
- 5 de fevereiro: Ágio Augusto Moreira, monsenhor católico.